# 葱叶兰
葱叶兰（学名：Microtis unifolia），即韭葉蘭，为兰科葱叶兰属下的一种陆生兰，分布于东亚、中国南方、日本、马来西亚、澳大拉西亚以及西南太平洋。

## 扩展阅读
- 維基物種上的相關：葱叶兰